# Borj-e Zīād
Borj-e Zīād (persiska: برج زیاد, Burj-i-Ziād, Borj Zīād, Borj-e Zeyād) är en ort i Iran.   Den ligger i provinsen Khorasan, i den östra delen av landet, 800 km öster om huvudstaden Teheran. Borj-e Zīād ligger 2 018 meter över havet och antalet invånare är 119.
Terrängen runt Borj-e Zīād är huvudsakligen kuperad, men åt nordost är den platt. Runt Borj-e Zīād är det glesbefolkat, med 12 invånare per kvadratkilometer. Närmaste större samhälle är Naqenj, 13,0 km nordost om Borj-e Zīād. Omgivningarna runt Borj-e Zīād är i huvudsak ett öppet busklandskap.